# التصوير العصبي المجهري
التصوير العصبي المجهري هو وسيلة فيزيولوجية عصبية مستخدمة بهدف تصوير حركة النبضات العصبية المتولدة في الأعصاب المحيطية لدى الإنسان الواعي بالإضافة إلى تسجيلها. يمكن أيضًا استخدام هذه التقنية في التسجيلات الحيوانية. يساهم توظيف التصوير العصبي المجهري في كشف الخصائص الوظيفية لعدد من الأجهزة العصبية، على سبيل المثال الأجهزة الحسية المتعلقة باللمس، والألم والإحساس العضلي، بالإضافة إلى النشاط الودي المسؤول عن التحكم في حالة تقلص الأوعية الدموية. من أجل استخدام هذه التقنية في دراسة نبضات عصبون محدد، يجب إدخال قطب مجهري لإبرة دقيقة مصنوعة من التنغستين إلى داخل العصب مع وصلها إلى جهاز التضخيم التفاضلي عالي المقاومة للمدخلات. بعد ذلك، تتطلب العملية تعديل وضعية قمة القطب وضبطها عبر خطوات دقيقة للغاية حتى تمكن القطب من تمييز نبضات العصبون الهدف. تتمثل الميزة الفريدة ونقطة القوة الاستثنائية للتصوير العصبي المجهري في الحفاظ على حالة وعي الأفراد القادرين على تقديم تعاونهم في الاختبارات التي تتطلب الانتباه العقلي، أثناء تسجيل النبضات في الألياف العصبية التمثيلية أو مجموعة من الألياف العصبية المختلفة، على سبيل المثال عند تنبيه أعضاء الحس في الجلد أو أداء الأفراد لحركات دقيقة إرادية.

## استقبال الحس العميق والتحكم الحركي
توفر البيانات الواردة من مختلف أعضاء الحس المعلومات اللازمة حول وضعية المفاصل وحركتها. تمثل المغازل العضلية أكثر أعضاء استقبال الحس العميق تطورًا. تتميز المغازل العضلية بحالتها الوظيفية الفريدة التي تخضع لتحكم الدماغ المستمر عبر الجهاز المغزلي الحركي. تشير التسجيلات الواردة من المغازل العضلية إلى بقاء الجهاز المغزلي الحركي في حالة غير فعالة إلى حد كبير عند استرخاء العضلة الأم، بينما يظهر نشاطًا منتظمًا في عمليات التقلص الإرادية إذ تتزايد قوة النشاط مع تزايد قوة التقلص. يشير التصوير العصبي المجهري إلى وجود تواز بين الجهازين الحركيين، أي الجهاز الحركي الهيكلي الذي يتحكم في الألياف العضلية العادية والجهاز المغزلي الحركي. ينطبق هذا على الأقل على التقلصات الضعيفة والحركات الصغيرة التي أمكنت دراستها. في المقابل، أظهرت التجارب الحيوانية وجود نشاط مغزلي حركي مستقل، على وجه الخصوص الطرف السفلي الذي يشهد الحركات الأكبر لدى القطط. بفضل النشاط المغزلي الحركي، تحافظ الإشارات الواردة من المغازل العضلية على فعاليتها في مراقبة التغيرات الكبيرة التي تطرأ على طول العضلة دون زوالها عند تقصير طول العضلة. من ناحية أخرى، تخضع الأحداث داخل العضلية بالغة الصغر بدورها للمراقبة، إذ يرجع ذلك إلى الحساسية الشديدة لأعضاء الحس. تشمل الأمثلة على ذلك المكون النابض الصغير للتقلص العضلي الناجم عن حالات التذبذب الدورية عند تواتر 8-10 هرتز للأوامر الحركية. تُعتبر هذه التغيرات الصغيرة غير حساسة لكن يمكن مراقبتها بسهولة بواسطة ألياف المغزل الواردة. تتشابه هذه التغيرات مع حالة الارتعاش التي نختبرها في حالات التهيج العاطفي. ما تزال الأهمية الوظيفية لاستجابة المغزل غير الحساسة على الأحداث داخل العضلية الضعيفة قيد الدراسة. مع ذلك، من المرجح وجود دور ضروري للمعلومات التفصيلية حول الأحداث الميكانيكية العضلية، الصغيرة منها والكبيرة، في الأنظمة العصبية داخل الدماغ لإنتاج الأوامر الملائمة للحركات الدقيقة.
أظهر التصوير العصبي المجهري أن دماغنا قادر على الاستفادة من معلومات استقبال الحس العميق التفصيلية بواسطة أعضاء الحس العميقة فضلًا عن المستقبلات الميكانيكية الجلدية. تخضع أي حركة مفصلية قادرة على تحريض أدنى قدر ممكن من شد الجلد للمراقبة الدقيقة بواسطة نهايات روفيني الجلدية في مناطق الجلد المحيطة بالمفصل.

## نقاط القوة والقيود
تسمح تقنية التصوير العصبي المجهري بتسجيل نشاط النبضات لألياف العصب الفردية بدقة مطلقة لدى الأفراد اليقظين الخاضعين للفحص. يمتلك الأفراد الخاضعين للفحص بالتالي القدرة على تقديم تعاونهم في مجموعة متنوعة من الاختبارات بالتزامن مع مراقبة المعلومات الدقيقة والكلية المحمولة بواسطة الليف العصبي المفرد وتسجيلها من أجل إجراء تحليل الارتباطات بين النشاط العصبي والأحداث الجسمية أو العقلية. من جهة أخرى، تؤدي الشروط الفيزيائية الدقيقة التي تشمل القطب المجهري العائم بحرية في الأنسجة إلى استبعاد الحركات الكبيرة أو السريعة نظرًا إلى سهولة انزياح القطب من موقعه الدقيق. قد تستغرق التجربة زمنًا طويلًا للغاية عند استهداف الأعصاب عميقة التموضع نظرًا إلى صعوبة عملية البحث على وجه التحديد. مع ذلك، يمكن الوصول إلى الأعصاب السطحية الواقعة تحت الجلد مثل العصب الشظوي السطحي على ظهر القدم بشكل سريع وسهل. سمحت هذه الميزة بتطبيق تقنية التصوير العصبي المجهري لأغراض سريرية، بعد اعتبارها غير ملائمة لاختبارات التشخيص في السابق. تكمن قوة التصوير العصبي المجهري في قدرته الفريدة على استكشاف الآليات العصبية الطبيعية بالإضافة إلى الحالات الفيزيولوجية المرضية الخاصة بمختلف الاضطرابات العصبية. يسمح التصوير العصبي المجهري بتسجيل المحاور العصبية السليمة في الجسم الحي بطريقة آمنة غير باضعة. لم ترد أي تقارير بحدوث حالات التلف العصبي المستمر الناجم عن التصوير العصبي المجهري. نتيجة لذلك، من الممكن إجراء تسجيلات متكررة لمريض واحد ما يوفر الملاحظات طويلة المدى على عدة جلسات. بدأ استخدام هذه التقنية في الآونة الأخيرة في التجارب السريرية الخاصة باختبار العوامل المضادة للألم الناجم عن الاعتلال العصبي. خلال عملية التسجيل، من المهم توفير جو من الثقة والراحة النفسية مع مراقبة ردود فعل المريض عن كثب من أجل تعديل الإجراء وفقًا تتطلبه الحالة. تستلزم التقنية التدريب والمهارة، ويُنصح بإجرائها في مختبرات متمرسة معتادة على إجراء هذه العملية بشكل دوري.